# Spartak Moskwa (hokej na lodzie)
Spartak Moskwa (ros. Спартак Москва) – rosyjski klub hokeja na lodzie z siedzibą w Moskwie.

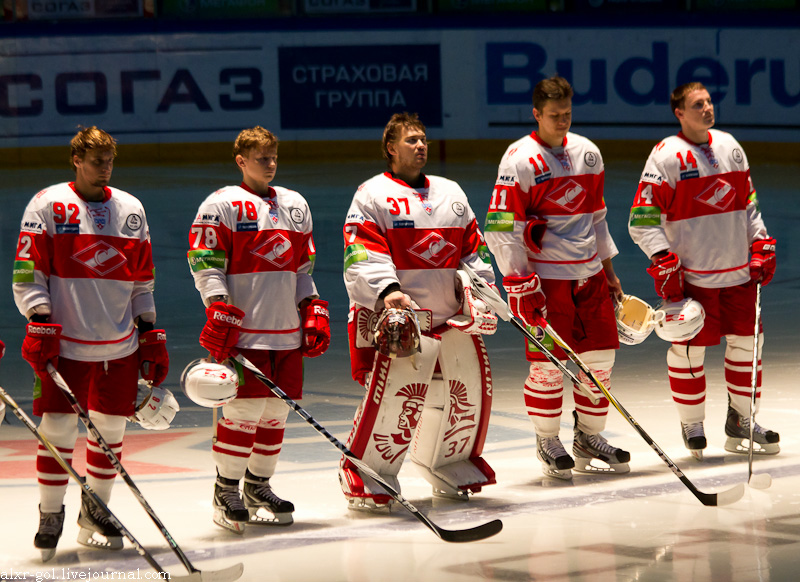
Zawodnicy klubu (2011)

Zespołami farmerskimi dla Spartaka zostały kluby występujące w WHL: Krylja Sowietow Moskwa, Buran Woroneż (do 2013), Sokoł Krasnojarsk (od czerwca 2013), Chimik Woskriesiensk.
Drużynami juniorskimi zostały ekipy występujące w MHL: MHK Krylja Sowietow Moskwa, MHK Spartak Moskwa.

## Historia
Sekcja hokejowa klubu Spartak powstała 22 grudnia 1946 roku. Już w następnym roku klub wywalczył brązowy medal w Mistrzostwach ZSRR, a rok później został wicemistrzem tego kraju. Za czasów ZSRR klub osiągnął największe sukcesy w historii – zdobył 24 medale Mistrzostw ZSRR (w tym 4 złote) i 5 razy wywalczył Puchar Spenglera.
Po przeobrażeniach politycznych klubowi nie szło zbyt dobrze. W sezonie 2005/2006 klub zajął 10. miejsce. Z powodu złej sytuacji finansowej zawieszono działalność klubu na rok, przez co klub nie wystartował w jakichkolwiek rozgrywkach w sezonie 2006/2007. W sezonie 2007/2008 klub ponownie występuje w Superlidze.
7 grudnia 2011 szkoleniowcem klubu został Białorusin Andriej Sidorienko, który zastąpił słowackiego szkoleniowca Františka Hossę (jego asystentami byli Aleksandr Titowi i Dmitrij Jerofiejew). W sezonie KHL (2011/2012) zespół nie zdołał awansować do fazy play-off i zajął 9. miejsce w Konferencji Zachód - awansowało osiem drużyn). 31 października 2012 roku Sidorienko został zwolniony z funkcji trenera Spartaka, a jego miejsce zajął Fiodor Kanariejkin. Zespół prowadzony przez Sidorienkę na początku sezonu KHL (2012/2013) uzyskał 23 punkty w 22 meczach, co okazało się niewystarczającym osiągnięciem. Spartak nie zakwalifikował się do fazy play-off i został sklasyfikowany na 23. miejscu w lidze.
W sezonie KHL (2013/2014) zespół zajął 23. miejsce, lecz był trapiony problemami finansowymi. Po sezonie koncesję dla klubu wycofał główny sponsor AKB Inwestbank. Drużyna nie została zgłoszona do ligi KHL w nowym sezonie KHL (2014/2015). W czerwcu 2015 władze klubu ogłosiły powrót drużyny do KHL od w sezonie KHL (2015/2016) (z powodów finansowych drużyna nie występowała w edycji 2013/2014). Na początku czerwca 2015 został ogłoszony sztab trenerski klubu: I trenerem został Gierman Titow, asystentami Igor Ulanow i Wiaczesław Kozłow, a trenerem bramkarzy Siergiej Gołoszumow. 17 czerwca 2015 władze ligi ulokowały Spartaka w Dywizji Bobrowa w miejsce klubu Atłant Mytiszczi, który został wycofany z rozgrywek. Trenerem Spartaka został Aleksiej Jaruszkin (p.o.), a asystentami Wiktor Ignatjew, Daniił Markow, Szwed Steffn Persson. Po sezonie KHL (2016/2017) głównym trenerem został Wadim Jepanczincew, zwolniony w październiku 2018. Zwakowane wtedy stanowisko objął sprawujący posadę generalnego menedżera w klubie Aleksiej Żamnow.
W maju 2019 głównym trenerem Spartaka został Oleg Znarok. Do jego sztabu weszli Harijs Vītoliņš, Maksim Sołowjow (był od października 2018) i Igor Ulanow. Pod koniec kwietnia 2021 nowym szkoleniowcem Spartaka został ogłoszony Boris Mironow. Do jego sztabu weszli Andriej Potajczuk, Władimir Tiurikow, Aleksiej Siemionow, Kanstancin Kalcou. W lipcu 2022 do sztabu wszedł Andriej Markow. Poza nim w połowie 2022 w sztabie byli Jegor Baszkatow, Jewgienij Pierow, Aleksiej Zawaruchin, Siergiej Klimkowicz.

## Sukcesy
- Złoty medal mistrzostw ZSRR (4 razy): 1962, 1967, 1969, 1976
- Srebrny medal mistrzostw ZSRR (11 razy): 1948, 1965, 1966, 1968, 1970, 1973, 1981, 1982, 1983, 1984, 1991
- Brązowy medal mistrzostw ZSRR (9 razy): 1947, 1963, 1964, 1972, 1975, 1979, 1980, 1986, 1992
- Puchar ZSRR (2 razy): 1970, 1971
- Finał Pucharu ZSRR (2 razy): 1967, 1977
- Puchar Spenglera (5 razy): 1980, 1981, 1985, 1989, 1990
- Złoty medal wyższej ligi: 2001
- Pierwsze miejsce w Dywizji Bobrowa w sezonie regularnym KHL: 2025

## Działacze
Prezesem klubu został Wiaczesław Starszynow, przewodniczącym rady powierniczej klubu został były zawodnik Aleksandr Jakuszew, menedżerem generalnym i wiceprezydentem Aleksiej Żamnow (od 2015), wiceprezydentem został także Walerij Kamienski.

## Kadra w sezonie2020/2021
| Bramkarze: - Nikita Biespałow - Július Hudáček - Pawieł Chomczenko Obrońcy: - Emil Djuse - Maksim Gonczarow - Jewgienij Kulik - Andriej Kutiejkin - Damir Musin - Nikita Piwcakin - Jakow Ryłow - Artiom Sierikow - Nikita Sokołow - Dmitrij Wiszniewski - Andriej Zubariew |  | Napastnicy: - Ilja Arkałow - Martin Bakoš - Artiom Fiodorow - Robin Hanzl - Michaił Juńkow - Michaił Kotlarewski - Jegor Krużenkow - Jori Lehterä - Roman Lubimow - Anatolij Nikoncew - Lukáš Radil - Zachar Szabłowski - Siergiej Szyrokow - Maksim Cypłakow - Ilja Zubow |